# Juraj Minčík
Juraj Minčík (* 27. března 1977 Spišská Stará Ves) je bývalý slovenský vodní slalomář, kanoista závodící v kategorii C1.
Na mistrovstvích světa získal v závodech hlídek dvě zlaté (1997, 2003) a jednu bronzovou (1995) medaili. Z evropských šampionátů si přivezl pět zlatých (C1 družstva – 1998, 2000, 2002, 2005, 2007) a tři stříbrné (C1 – 2000; C1 družstva – 2004, 2006). Na Letních olympijských hrách 1996 v Atlantě skončil na 15. místě, na LOH 2000 v Sydney získal bronzovou medaili.